# Nouzilly
Nouzilly est une commune française située dans le département d'Indre-et-Loire, en région Centre-Val de Loire.

## Géographie

### Situation
Nouzilly est située dans la partie sud de la Gâtine tourangelle. Son territoire est très boisé (Bois de Nouzilly au nord, Bois du Mortier au sud et à l'ouest, etc.).
La commune est irriguée de nombreux étangs, sources et ruisseaux. L'une des sources de la Choisille se trouve sur Nouzilly, ainsi que celle d'un des ruisseaux nommé Petite Choisille.
| Beaumont-Louestault  | Saint-Laurent-en-Gâtines |           |
| Rouziers-de-Touraine | Nouzilly                 | Crotelles |
| Cerelles             | Chanceaux-sur-Choisille  | Monnaie   |

### Hydrographie

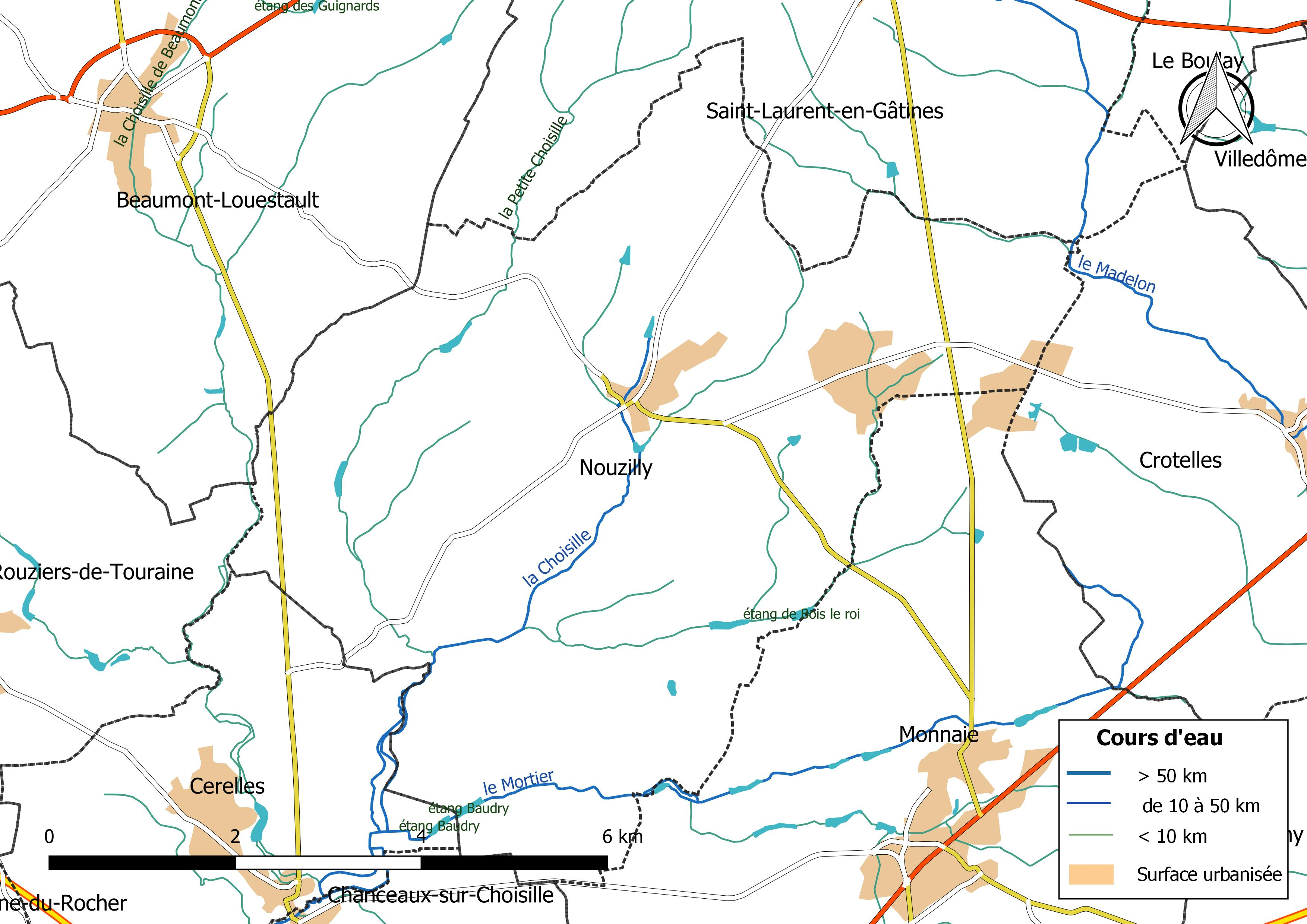
Réseau hydrographique de Nouzilly.

Le réseau hydrographique communal, d'une longueur totale de 34,96 km, comprend trois cours d'eau notables, la Choisille (6,222 km) et le Madelon (0,082 km) et le Mortier (2,193 km), et divers petits cours d'eau dont la Petite Choisille (6,052 km) et la Choisille de Beaumont (0,173 km),.
La Choisille, d'une longueur totale de 26,1 km, prend sa source à 149 mètres d'altitude sur le territoire de la commune et se jette dans la Loire à Saint-Cyr-sur-Loire, à 42 m d'altitude, après avoir traversé 8 communes.
Ce cours d'eau est classé dans les listes 1 et 2 au titre de l'article L. 214-17 du code de l'environnement sur le Bassin Loire-Bretagne. Au titre de la liste 1, aucune autorisation ou concession ne peut être accordée pour la construction de nouveaux ouvrages s'ils constituent un obstacle à la continuité écologique et le renouvellement de la concession ou de l'autorisation des ouvrages existants est subordonné à des prescriptions permettant de maintenir le très bon état écologique des eaux. Au titre de la liste 2, tout ouvrage doit être géré, entretenu et équipé selon des règles définies par l'autorité administrative, en concertation avec le propriétaire ou, à défaut, l'exploitant,.
Sur le plan piscicole, la Choisille est classée en deuxième catégorie piscicole. Le groupe biologique dominant est constitué essentiellement de poissons blancs (cyprinidés) et de carnassiers (brochet, sandre et perche).
Le Madelon, d'une longueur totale de 13,5 km, prend sa source dans la commune de Saint-Laurent-en-Gâtines et se jette dans la Brenne à Villedômer, après avoir traversé 4 communes.
Ce cours d'eau est classé dans la liste 1 au titre de l'article L. 214-17 du code de l'environnement sur le Bassin Loire-Bretagne. Du fait de ce classement, aucune autorisation ou concession ne peut être accordée pour la construction de nouveaux ouvrages s'ils constituent un obstacle à la continuité écologique et le renouvellement de la concession ou de l'autorisation des ouvrages existants est subordonné à des prescriptions permettant de maintenir le très bon état écologique des eaux.
Sur le plan piscicole, le Madelon est également classé en deuxième catégorie piscicole.
Le Mortier, d'une longueur totale de 10,5 km, prend sa source dans la commune de Crotelles et se jette dans la Choisille à Cerelles, après avoir traversé 4 communes.
Sur le plan piscicole, le Mortier est également classé en deuxième catégorie piscicole.
Cinq zones humides ont été répertoriées sur la commune par la direction départementale des territoires (DDT) et le conseil départemental d'Indre-et-Loire : « la vallée de la Choisille de Beaumont de la Plotière au Moulin de la Gravelle », « la vallée de la Choisille de la Harlandière au Château de Baudry », « la vallée de la Petite Choisille de Bourdigal à la Roche d'Ambille », « la vallée du Ruisseau du Mortier du Moulin de Madère au Château de Baudry » et « l'étang du Pont Vert »,.

### Climat
Pour des articles plus généraux, voir Climat du Centre-Val de Loire et Climat d'Indre-et-Loire.
En 2010, le climat de la commune est de type climat océanique dégradé des plaines du Centre et du Nord, selon une étude du CNRS s'appuyant sur une série de données couvrant la période 1971-2000. En 2020, Météo-France publie une typologie des climats de la France métropolitaine dans laquelle la commune est exposée à un climat océanique altéré et est dans la région climatique Moyenne vallée de la Loire, caractérisée par une bonne insolation (1 850 h/an) et un été peu pluvieux.
Pour la période 1971-2000, la température annuelle moyenne est de 11,1 °C, avec une amplitude thermique annuelle de 14,8 °C. Le cumul annuel moyen de précipitations est de 709 mm, avec 10,9 jours de précipitations en janvier et 6,7 jours en juillet. Pour la période 1991-2020, la température moyenne annuelle observée sur la station météorologique de Météo-France la plus proche, sur la commune de Saint-Laurent-en-Gâtines à 6 km à vol d'oiseau, est de 11,6 °C et le cumul annuel moyen de précipitations est de 769,1 mm,. Pour l'avenir, les paramètres climatiques de la commune estimés pour 2050 selon différents scénarios d'émission de gaz à effet de serre sont consultables sur un site dédié publié par Météo-France en novembre 2022.

## Urbanisme

### Typologie
Au 1er janvier 2024, Nouzilly est catégorisée commune rurale à habitat dispersé, selon la nouvelle grille communale de densité à sept niveaux définie par l'Insee en 2022.
Elle est située hors unité urbaine. Par ailleurs la commune fait partie de l'aire d'attraction de Tours, dont elle est une commune de la couronne,. Cette aire, qui regroupe 162 communes, est catégorisée dans les aires de 200 000 à moins de 700 000 habitants,.

### Occupation des sols
L'occupation des sols de la commune, telle qu'elle ressort de la base de données européenne d’occupation biophysique des sols Corine Land Cover (CLC), est marquée par l'importance des territoires agricoles (48 % en 2018), en diminution par rapport à 1990 (49,7 %). La répartition détaillée en 2018 est la suivante : 
forêts (47,2 %), terres arables (41,3 %), zones agricoles hétérogènes (5,1 %), zones industrielles ou commerciales et réseaux de communication (2,5 %), prairies (1,5 %), zones urbanisées (1,1 %), espaces verts artificialisés, non agricoles (0,6 %), milieux à végétation arbustive et/ou herbacée (0,6 %). L'évolution de l’occupation des sols de la commune et de ses infrastructures peut être observée sur les différentes représentations cartographiques du territoire : la carte de Cassini (XVIIIe siècle), la carte d'état-major (1820-1866) et les cartes ou photos aériennes de l'IGN pour la période actuelle (1950 à aujourd'hui).

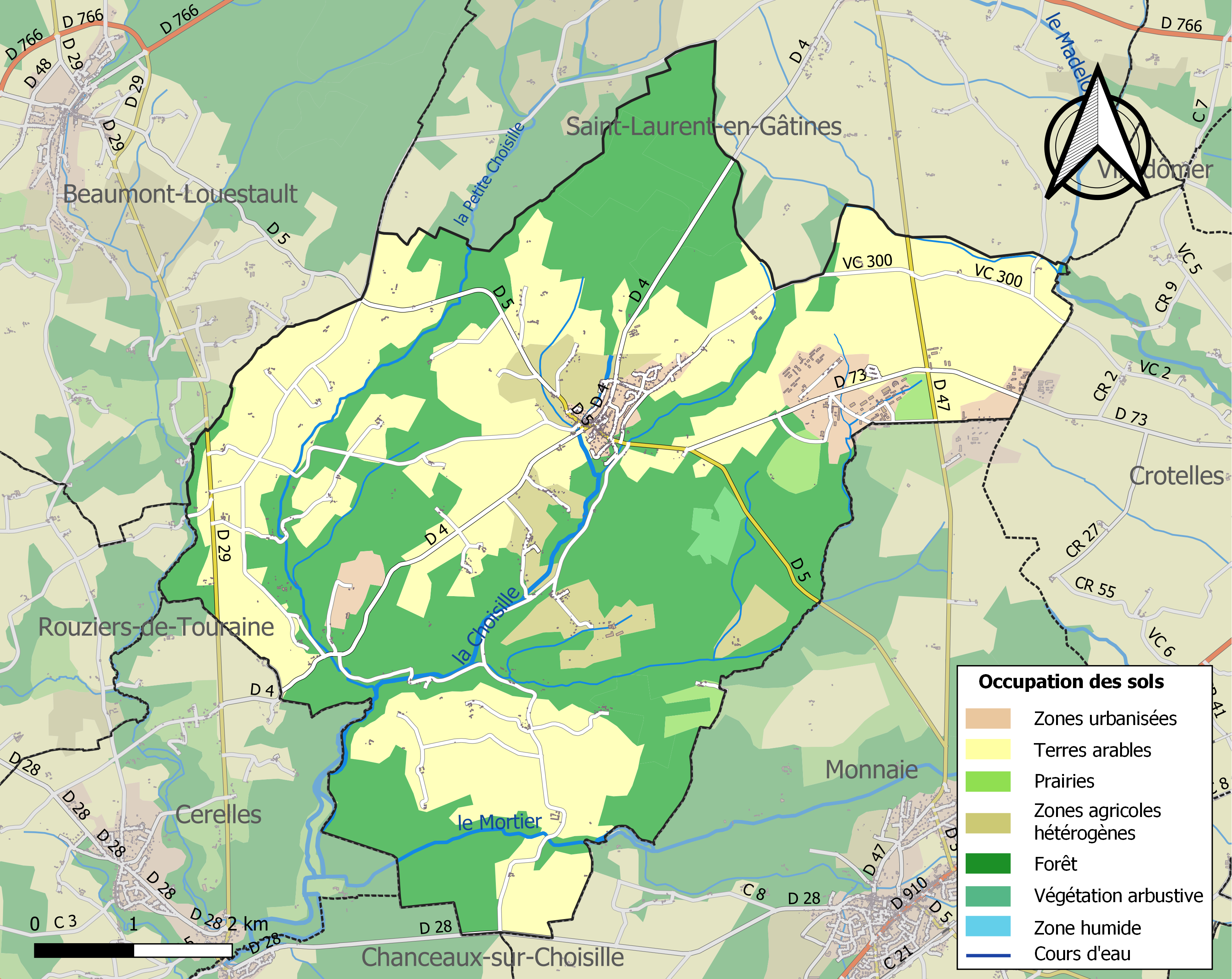
Carte des infrastructures et de l'occupation des sols de la commune en 2018 (CLC).

### Risques majeurs
Le territoire de la commune de Nouzilly est vulnérable à différents aléas naturels : météorologiques (tempête, orage, neige, grand froid, canicule ou sécheresse), feux de forêts et séisme (sismicité très faible). Un site publié par le BRGM permet d'évaluer simplement et rapidement les risques d'un bien localisé soit par son adresse soit par le numéro de sa parcelle.
Pour anticiper une remontée des risques de feux de forêt et de végétation vers le nord de la France en lien avec le dérèglement climatique, les services de l’État en région Centre-Val de Loire (DREAL, DRAAF, DDT) avec les SDIS ont réalisé en 2021 un atlas régional du risque de feux de forêt, permettant d’améliorer la connaissance sur les massifs les plus exposés. La commune, étant pour partie dans le massif de Beaumont, est classée au niveau de risque 3, sur une échelle qui en comporte quatre (1 étant le niveau maximal).

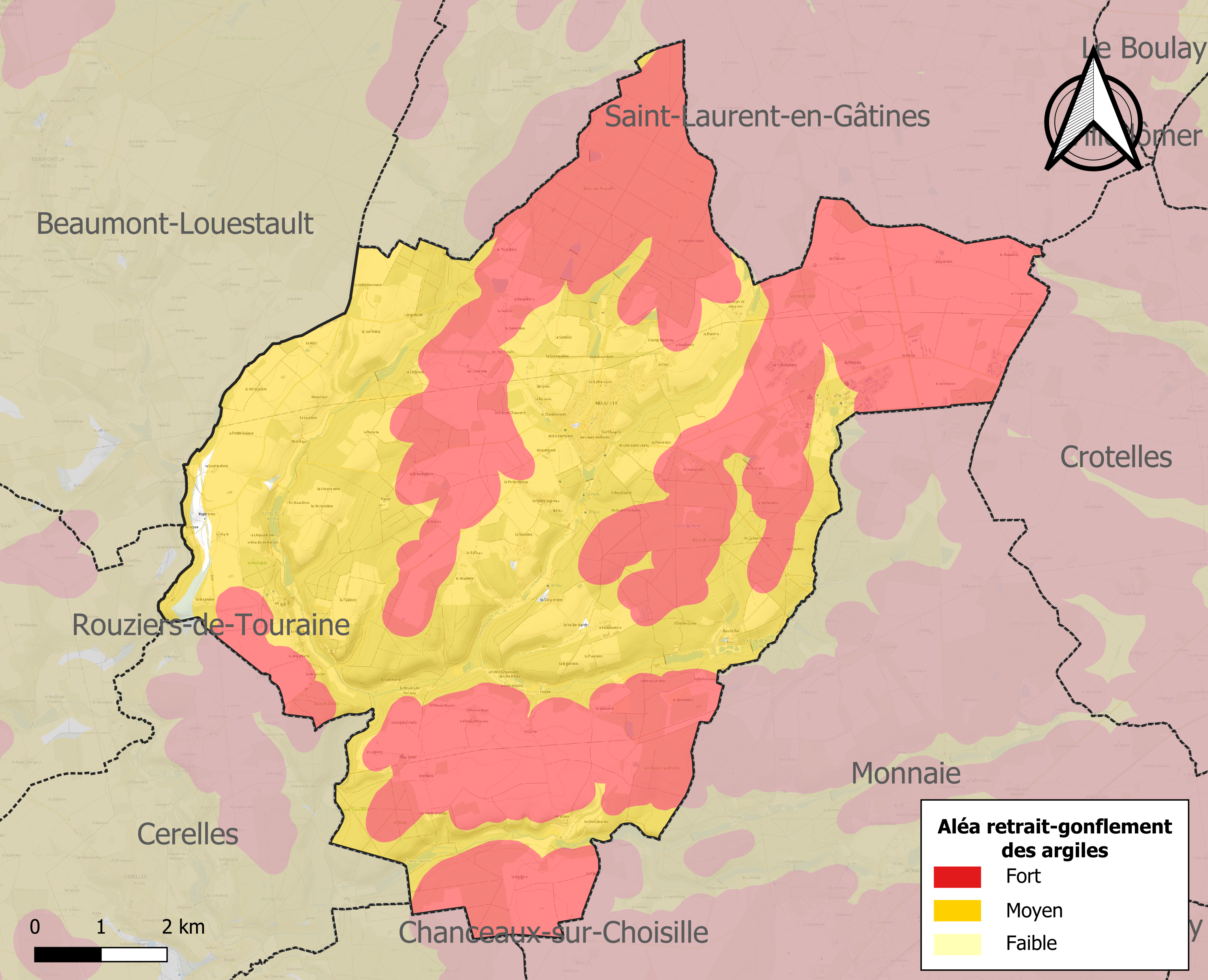
Carte des zones d'aléa retrait-gonflement des sols argileux de Nouzilly.

Le retrait-gonflement des sols argileux est susceptible d'engendrer des dommages importants aux bâtiments en cas d’alternance de périodes de sécheresse et de pluie. 99,4 % de la superficie communale est en aléa moyen ou fort (90,2 % au niveau départemental et 48,5 % au niveau national). Sur les 576 bâtiments dénombrés sur la commune en 2019, 563 sont en aléa moyen ou fort, soit 98 %, à comparer aux 91 % au niveau départemental et 54 % au niveau national. Une cartographie de l'exposition du territoire national au retrait gonflement des sols argileux est disponible sur le site du BRGM,.
Concernant les mouvements de terrains, la commune a été reconnue en état de catastrophe naturelle au titre des dommages causés par la sécheresse en 1996, 1997, 2011 et 2019 et par des mouvements de terrain en 1999.

## Toponymie
Le gentilé est : les Nouzillais.

## Histoire
Une hypothèse traite du camp romain de Nouzilly comme de quartiers d’hiver des troupes de César en 57 avant J.C., puis en -52 ; l’on sait en effet qu’en -52 César envoya deux tribus hiverner chez les Turons sur la frontière des Carnutes ; les fossés de Nouzilly étaient les restes de l’un des vastes camps établis pour la saison. R. Martinet, au milieu du XIXe siècle, a rapporté des traditions : « une tradition très ancienne semble avoir été conservée au bourg de Nouzilly les souvenirs de la splendeur de ce camp qui lui a donné naissance ; cette tradition dit que le bourg …était autrefois une grande ville connue sous le nom de Cité. Il parait que ce village s’était formé près du cimetière des Romains, car on ne peut fouiller la terre au sud du bourg sans trouver des ossements humains. » Il parle aussi de quatre fontaines qui « rappellent que le culte des eaux était commun aux Gaulois et aux Romains ». Des défrichements importants eurent lieu dans le parallélogramme du camp qui indiqueraient que Nouzilly remonterait à plus de dix siècles avant l’apparition de son nom dans les documents écrits.
Nouzilly faisait partie d’un groupe de dépendances de l’abbaye Saint-Julien de Tours entre le Xe siècle et le XIIe siècle, lors de la reconstruction du monastère entièrement ruiné par les Normands. Selon toute apparence, l’abbaye tentait de se constituer autour de Chanceaux un domaine consistant et homogène ; la donation de la villa de Nouzilly à la fin du Xe siècle en fait preuve. Le domaine de Nouzilly était une propriété allodiale du neveu de l’archevêque de Tours, Ardouin ; il s’appelait Corbon-le-Jeune. La famille féodale, puissante, occupait un rang important dans le comté et son administration, mais les Corbons se dessaisissent au XIe siècle du domaine. La charte de 1064 permettant les moines de jouir de la propriété sera mise en cause en 1238 par le seigneur de Rochecorbon, Guillaume de Brenne (-Mézières) (sa fille Jeanne de Brenne épouse vers 1261 Hervé III (ou IV) de Vierzon), demandant un certain nombre de droits, certains directement contre les dispositions de 1064. Une action forte du diocèse entraînant une excommunication générale du seigneur et de ses complices, a permis aux moines d’ainsi racheter leurs droits féodaux. Des riverains s’installèrent pour pratiquer l’agriculture, l’exploitation du bois et l’élevage de moutons. La première église en pierre sera construite dans le cours du XIe siècle ; il en reste des vestiges dans le mur nord, repérés durant la restauration de l’église en 1865.
Ce n’est pas avant le XIIIe siècle qu’il est possible de se faire une idée de la population nouzillaise. En tête, le seigneur de Rochecorbon qui maintenait une vaste châtellenie : Nouzilly, Chanceaux, Rochecorbon, Reugny, Saint-Ouen-les-Vignes et bien d’autres droits sur Pocé-sur-Cisse, Parcay-Meslay, aux Rochettes, aux Ponts-de-Tours, à Vouvray, Crotelles et Villedômer. Le seigneur intervient à Nouzilly par l’intermédiaire de ses baillis, dont les noms sont connus : Gilles de Pocé, André Berruyer, Mathieu le Bocé, Pierre de Linière, et Marquier qui devaient avoir chacun une circonscription précise.
Deux familles nobles se distingueraient au XIIIe siècle : les Nouzilly au Plessis-l’Ormeau avec sa douve circulaire en eau ; et la famille Bocel à la Roche-d’Ambille. Trois autres sont moins solidement assises : les Chesère, les seigneurs de la Garochère et du Moulinet (moulin de Gravot parmi d’autres). On attribuerait 4 à 6 moines au prieuré de Nouzilly, qui se soutiennent par l’exploitation des bois.
L’église Saint-André prend son nom d'une légende du VIe siècle : des reliques de saint André auraient été apportées en 524 de Bourgogne par un Tourangeau, sans doute en provenance de Constantinople, à l’intention de l’église de Tours. Lorsqu’elle fut construite, elle reçut probablement les reliques de Neuvy et fut ainsi consacrée à saint André. Construite en pierre, ses fondations ont été retrouvées lors d’une restauration en 1865. Elle fut flanquée le siècle suivant d’un large clocher pourvu de quatre contreforts avec quatre statues martelées pendant la Révolution : le roi David (?), saint Pierre, saint Paul et saint André (?). Mais l’église prit son aspect extérieur actuel vers 1540, lorsque furent reconstruits le chœur et le sanctuaire. La nef fut recouverte d’une nouvelle charpente. Une voûte en briques fut créée au XIXe siècle. À l’intérieur, sont à noter le bénitier du XVe siècle, et les statues de saint Gilles et saint Roch.
L’exploitation des bois fut importante dans la commune. Au XVIIe siècle, une série d’incendies de forêt attirèrent l’attention de Nicolas Esteveau de Lamarche, conseiller du roi, lieutenant des Eaux et Forêts, qui réglementa l’exploitation du bois. Au XVIe siècle, l’extraction de la pierre, en particulier le Turonien, un tuffeau jaune assez dur et fossilifère, se développa avec plusieurs carrières souterraines et à ciel ouvert.
Pendant la Révolution, la nationalisation des biens ecclésiastiques devait transformer profondément la commune, car aux monastères vont se substituer de nouveaux propriétaires qui ne tarderont pas à construire des châteaux, et à remanier le paysage au gré de leurs besoins. La vie religieuse de la paroisse ne fut guère troublée avant 1791. Nouzilly fut intégré dans le district de Chateaurenault, Monnaie et Neuvy-le-Roi, et le culte semble s’être maintenu sans interruption, malgré la mutilation des statues du clocher. La totalité des châteaux de Nouzilly (La Roche d’Ambille, la Harlandière, Gué-Chapelle, Charentais et l’Orfrasière) furent construits au cours du XIXe siècle, alors que ses deux anciens manoirs (la Simonnière et Bellefontaine) ont été déclassés et morcelés en logements distincts.

## Politique et administration

### Tendances politiques et résultats
| Scrutin             | Scrutin             | 1er tour | 1er tour | 1er tour | 1er tour | 1er tour  | 1er tour | 1er tour | 1er tour | 1er tour | 1er tour | 1er tour | 1er tour | 2d tour | 2d tour | 2d tour | 2d tour | 2d tour | 2d tour |
| Scrutin             | Scrutin             | 1er      | 1er      | %        | 2e       | 2e        | %        | 3e       | 3e       | %        | 4e       | 4e       | %        | 1er     | 1er     | %       | 2e      | 2e      | %       |
| ------------------- | ------------------- | -------- | -------- | -------- | -------- | --------- | -------- | -------- | -------- | -------- | -------- | -------- | -------- | ------- | ------- | ------- | ------- | ------- | ------- |
| Présidentielle 2017 | Présidentielle 2017 |          | FN       | 22,25    |          | EM        | 22,25    |          | LR       | 19,38    |          | LFI      | 17,58    |         | EM      | 65,40   |         | FN      | 34,60   |
| Présidentielle 2022 | Présidentielle 2022 |          | LREM     | 29,28    |          | RN        | 24,21    |          | LFI      | 17,74    |          | REC      | 7,10     |         | LREM    | 57,81   |         | RN      | 42,19   |
| Législatives 2022   | 2e                  |          | RE-Ens   | 29,27    |          | LFI-Nupes | 24,36    |          | RN       | 22,73    |          | LR       | 9,82     |         | RE      | 56,67   |         | LFI     | 43,33   |
| Législatives 2024   | 2e                  |          | RN       | 32,83    |          | RE-Ens    | 31,87    |          | LFI-NFP  | 24,08    |          | LR       | 7,93     |         | RE      | 62,50   |         | RN      | 37,50   |

### Liste des maires
| Période                                  | Période  | Identité             | Étiquette | Qualité                                             |
| ---------------------------------------- | -------- | -------------------- | --------- | --------------------------------------------------- |
| 1945                                     | 1977     | Pierre Sionneau      | SE        | Géomètre expert                                     |
| 1977                                     | 1989     | André Flament        |           |                                                     |
| 1989                                     | 1995     | Michel Sionneau      | SE        | Ingénieur au CHU de Tours                           |
| 1995                                     | 1997     | Jacques Moreau       |           |                                                     |
| 1997                                     | 2001     | Michel Sionneau      | SE        | Ingénieur au CHU de Tours                           |
| 2001                                     | 2004     | Alain Carrière       |           |                                                     |
| 2004                                     | 2008     | Michèle L'Huillier   |           |                                                     |
| 2008                                     | 2014     | Baron Antoine Reille |           | Ornithologue Officier de l'Ordre national du Mérite |
| 2014                                     | en cours | Joël Besnard         | SE        | Retraité Fonction publique                          |
| Les données manquantes sont à compléter. |          |                      |           |                                                     |

## Population et société

### Démographie
L'évolution du nombre d'habitants est connue à travers les recensements de la population effectués dans la commune depuis 1793. Pour les communes de moins de 10 000 habitants, une enquête de recensement portant sur toute la population est réalisée tous les cinq ans, les populations de référence des années intermédiaires étant quant à elles estimées par interpolation ou extrapolation. Pour la commune, le premier recensement exhaustif entrant dans le cadre du nouveau dispositif a été réalisé en 2007.

En 2022, la commune comptait 1 236 habitants, en évolution de −1,75 % par rapport à 2016 (Indre-et-Loire : +1,67 %, France hors Mayotte : +2,11 %).
| 1793  | 1800  | 1806 | 1821  | 1831  | 1836  | 1841  | 1846  | 1851  |
| ----- | ----- | ---- | ----- | ----- | ----- | ----- | ----- | ----- |
| 1 075 | 1 000 | 931  | 1 001 | 1 047 | 1 055 | 1 040 | 1 034 | 1 089 |

| 1856  | 1861  | 1866  | 1872  | 1876 | 1881  | 1886  | 1891  | 1896  |
| ----- | ----- | ----- | ----- | ---- | ----- | ----- | ----- | ----- |
| 1 179 | 1 100 | 1 120 | 1 006 | 992  | 1 027 | 1 030 | 1 014 | 1 031 |

| 1901  | 1906  | 1911  | 1921 | 1926 | 1931 | 1936 | 1946 | 1954 |
| ----- | ----- | ----- | ---- | ---- | ---- | ---- | ---- | ---- |
| 1 079 | 1 024 | 1 023 | 865  | 829  | 789  | 712  | 721  | 707  |

| 1962 | 1968 | 1975 | 1982 | 1990  | 1999  | 2006  | 2007  | 2012  |
| ---- | ---- | ---- | ---- | ----- | ----- | ----- | ----- | ----- |
| 687  | 669  | 666  | 739  | 1 086 | 1 104 | 1 198 | 1 211 | 1 257 |

| 2017  | 2022  | - | - | - | - | - | - | - |
| ----- | ----- | - | - | - | - | - | - | - |
| 1 250 | 1 236 | - | - | - | - | - | - | - |

### Enseignement
Nouzilly se situe dans l'Académie d'Orléans-Tours (Zone B) et dans la circonscription d'Amboise.
L'école primaire Jeanne Salmon accueille les élèves de la commune.

### Vie locale

#### Bibliothèque municipale
La commune de Nouzilly dispose d'une bibliothèque municipale baptisée Nouzilire, qui fait partie du réseau de la Direction Départementale des Bibliothèques et de la Lecture de Touraine.
Ses horaires d'ouverture sont : 
- Mercredi 15 h 00 - 17 h 30 ;
- Vendredi 16 h 00 - 18 h 00 ;
- Samedi 10 h - 12 h 30.

Tous les deux ans, au printemps, la bibliothèque de Nouzilly organise un concours de nouvelles dit « Brèves de Plumes » ; à l'origine annuel et destiné aux seuls habitants d'Indre-et-Loire, ce concours s'adresse désormais à tout francophone relevant des deux catégories : Jeunes (11 à 17 ans) ou Adultes (à partir de 18 ans). La remise des prix a lieu à la rentrée d'automne.
 
Outre ce concours, Nouzilire organise régulièrement de multiples activités liées à la lecture : « atelier-lecture bébé » le lundi matin, atelier d'écriture un samedi par trimestre, des lectures publiques pour les adultes ou les enfants (par exemple « 1000 lectures d'hiver », avec l'association Livres au Centre, festival des conteurs avec Conteurs en Touraine), etc.

#### Sports
Les équipements sportifs :
- La salle omnisports, rue du Prieuré
- Le stade des Marronniers, route de Monnaie
  - terrains de football,
  - court de tennis,
  - piste d’athlétisme,
- L'étang de Nouzilly : pêche, jeux pour enfants, parcours de santé, chemins de randonnée pédestre balisés.
  - terrains de pétanque

Les associations :
- - Nouzilly Athlétisme,
  - badminton,
  - gymnastique volontaire,
  - volley-ball.
- Trois autres disciplines sportives sont représentées au sein d'associations à Nouzilly :
  - cyclisme : « Vélo Sport Nouzilly »
  - football : « Olympique Nouzilly »
  - « Yoga et relaxation »

#### Autres associations socio-culturelles
- Le « Pic noir », défense de l'environnement et du massif forestier.
- Le « Théâtre du Fossé César »
- Le Comité des Fêtes (Marché de Noël, etc.), la Maison des Jeunes, La Nouzillaise (Club du 3e âge), l'Association des Parents d'Élèves, etc.

## Économie, emploi
- Centre de Recherches de l'Institut national de la recherche agronomique (INRA) de Tours-Nouzilly. Il compte un méthaniseur construit par Naskeo Environnement et financé par Cap vert énergie[42].
- Marché le samedi matin rue du Prieuré, sur la place devant la boulangerie et l'agence postale (fromage de chèvre de la région, fruits et légumes...).
- Depuis l'automne 2009, une agence postale communale a remplacé, dans les mêmes locaux, le bureau de poste.
- Nouzilly offre plusieurs commerces et services de proximité : boulangerie, boucherie, pharmacie, centre médical.

## Culture locale et patrimoine

### Lieux et monuments
- Château de L'Orfrasière, vaste édifice néo-Renaissance début XXe siècle, par Cuvillier
- Château de La Roche d'Ambille XIXe siècle
- Manoir de La Simonnière XVIIe siècle
- Château de Charantais XIXe siècle
- Manoir de La Harlandière XIXe siècle
- Manoir de Gué-Chapelle XIXe siècle
- Logis de La Sirottière XIXe siècle
- Anciens moulins à eau
- Église Saint-André XVIe siècle, restaurée en 1865.

### Personnalités liées à la commune
- Charles Chouinard, baptisé le 26 septembre 1616 à Nouzilly, maître serger établi après son mariage à Beaumont-la-Ronce comme maître drapier, et  dont le plus jeune fils, Jacques, né en 1663, s'installa au Québec et y eut une nombreuse descendance[43]. Une ruelle de Nouzilly, près de l'église, porte le nom de passage Chouinard.
- Louis-Désiré Oury, (1809-1895), Consul Général de France aux Pays-Bas (1852), Deux Siciles (1857), en Espagne (1860) puis en Autriche-Hongrie (1863). Il acheta le Château de Gué-Chapelle en 1867.
- Jeanne Salmon, fillette de sept ans et demi, qui fut dévorée le 11 juin 1751 par les loups carnassiers qui sévissaient à l'époque dans la région[44] ; l'école primaire de Nouzilly porte son nom.
- Alexandre Séon (1855-1917) peintre symboliste, auteur des peintures et vitraux de la chapelle du château de l'Orfrasière, commandés par la comtesse de Wendel et inaugurés en 1907.
- Elisabeth de La Panouse (1898-1972) châtelaine de Nouzilly après le décès de sa tante la comtesse de Wendel (sœur de sa mère Sabine de Wendel) eut pour second époux le Professeur Robert Debré, célèbre pédiatre avec lequel elle participa à la Résistance. En outre, le château de L'Orfrasière accueillit pendant la guerre un certain nombre d’œuvres du Louvre évacuées[45]. Elle donna le château de L'Orfrasière de Nouzilly au département de la Seine afin que l'on y installe une œuvre philanthropique au profit des jeunes filles. Le département des Hauts-de-Seine hérita du domaine après la réforme départementale de Paris en 1964 avant de le mettre en vente en 2013[46].

### Héraldique
| Blason de Nouzilly | Les armes de Nouzilly se blasonnent ainsi : D'azur à la tête de cheval de trait d'argent accompagnée de trois coquerelles versées d'or. Utilisé depuis 1985. Création D. Morche, A. Flament (maire). |